# Arkadiusz Milik
Arkadiusz Krystian Milik, född 28 februari 1994 i Tychy, är en polsk fotbollsspelare (anfallare) som spelar för Juventus.

## Karriär
Milik är dyraste spelaren från holländska ligan någonsin, han slog rekordet när han gick till SSC Napoli från AFC Ajax.
Den 21 januari 2021 lånades Milik ut av Napoli till Marseille på ett låneavtal fram till sommaren 2022 och därefter med en tvingande köpoption. Den 26 augusti 2022 lånades Milik ut av Marseille till Juventus på ett säsongslån. Den 21 juni 2023 blev han klar för en permanent övergång till Juventus och skrev på ett treårskontrakt.